# Distritos electorales federales de México
Los distritos uninominales federales de México son las 300 circunscripciones uninominales en que se divide México para el propósito de elecciones. Cada distrito elige un diputado federal, que ocupa una curul en la Cámara de Diputados, la cámara baja del Congreso de la Unión, por un periodo de tres años, con posibilidad de reelección. Adicionalmente, doscientos diputados son elegidos bajo el principio de representación proporcional de las cinco circunscripciones electorales.
Desde la distritación de 1978, los distritos electorales fueron fijados en 300 como consecuencia de la reforma política de 1977 la cual amplió la representatividad de la Cámara de Diputados que hasta ese entonces se formaba con 196 distritos. La delimitación territorial de los distritos se realiza tomando en cuenta el último censo poblacional, por lo que, desde 1978 el número de distritos por estado y su formación ha variado en cuatro ocasiones, 
la primera en 1996, 
la segunda en 2005, 
la tercera en 2017 y 
la más reciente en 2022.
El 12 de diciembre de 2022 el Instituto Nacional Electoral aprobó la actual distribución de los distritos electorales uninominales, basándose en la distribución poblacional del Censo de Población y Vivienda de 2020 realizado por el Instituto Nacional de Estadística y Geografía y con base en la cual se realizarán las elecciones de 2024 bajo las siguientes condiciones:
- Cada distrito debe pertenecer solo a una entidad federal.
- Población equitativamente dividida entre todos los distritos.
- Presencia de grupos y culturas indígenas.

Distritacion federal electoral vigente.

- Continuidad geográfica.
- Tiempos de viaje entre ellos.

## Diputados por habitantes de entidad federativa
El número de diputados por entidad federativa es determinado por el número de habitantes, hasta 2024 divididos en distritos.
En cualquier caso, ninguna entidad federativa puede estar representada en la Cámara de Diputados por menos de dos distritos electorales (ej. Colima ~365 000 hab. por diputado); mientras que en las entidades más pobladas la representación por habitante es menor. 
Estado com más de 15 millones de habitantes (hab.)
- 40 diputados (~425 000 hab. por diputado)
  - Estado de México	16 992 418	hab.

3 entidades federativas con más de 8 millones de habitantes (61 diputados)
- 22 diputados (~418 000 hab. por diputado)
  - Ciudad de México	9 209 944	hab.
- 20 diputados
  - Jalisco	8 348 151	hab.
- 19 diputados
  - Veracruz	8 062 579	hab.

4 estados con más de 5 millones de habitantes (58 diputados)
- 16 diputados
  - Puebla	6 583 278	hab.
- 15 diputados
  - Guanajuato	6 166 934	hab.
- 14 diputados
  - Nuevo León	5 784 442	hab.
- 13 diputados
  - Chiapas	5 543 828	hab.

6 estados con más de 3 millones y medio de habitantes (57 diputados)
- 11 diputados;
  - Michoacán	4 748 846	hab.
- 10 diputados;
  - Oaxaca	4 132 148	hab.
- 9 diputados;
  - Baja California	3 769 020	hab.
  - Chihuahua	3 741 869	hab.
  - Guerrero	3 540 685	hab.
  - Tamaulipas	3 527 735	hab.

8 estados con más de 2 millones  de habitantes (52 diputados)
- 8 diputados;
  - Coahuila	3 146 771	hab.
- 7 diputados;.
  - Hidalgo	3 082 841	hab.
  - Sinaloa	3 026 943	hab.
  - Sonora	2,944,840	hab.
  - San Luis Potosí	2 822 255	hab.
- 6 diputados; 
  - Tabasco	2 402 598	hab.

- 5 diputados; 
  - Querétaro	2 368 467	hab.
  - Yucatán	2 320 898	hab.

Los 10 estados menos habitados, con menos de 2 millones  de habitantes (32 diputados)
- 5 diputados
  - Morelos	1 971 520	hab.

- 4 diputados; 
  - Quintana Roo	1 857 985	hab.
  - Durango	1 832 650	hab.
  - Zacatecas	1 622 138	hab.

- 3 diputados; 
  - Aguascalientes	1 425 607	hab.
  - Tlaxcala	1 342 977	hab.
  - Nayarit	1 235 456	hab.

- 2 diputados; 
  - Campeche	928 363	hab.
  - Baja California Sur	798 447 hab.
  - Colima	731 391 hab.

## Distritos electorales por estado o entidad federativa A-C

### Aguascalientes
|                                                |                |
| Distrito                                       | Cabecera       |
| Distrito electoral federal 1 de Aguascalientes | Jesús María    |
| Distrito electoral federal 2 de Aguascalientes | Aguascalientes |
| Distrito electoral federal 3 de Aguascalientes | Aguascalientes |

|            | 1930 | 1932 | 1934 | 1937 | 1940 | 1943 | 1946 | 1949 | 1952 | 1955 | 1958 | 1961 | 1964 | 1967 | 1970 | 1973 | 1976 | 1979 | 1982 | 1985 | 1988 | 1991 | 1994 | 1997 | 2000 | 2003 | 2006 | 2009 | 2012 | 2015 | 2018 | 2021 | 2024 |
| ---------- | ---- | ---- | ---- | ---- | ---- | ---- | ---- | ---- | ---- | ---- | ---- | ---- | ---- | ---- | ---- | ---- | ---- | ---- | ---- | ---- | ---- | ---- | ---- | ---- | ---- | ---- | ---- | ---- | ---- | ---- | ---- | ---- | ---- |
| Distrito 1 | PNR  | PNR  | PNR  | PNR  | PRM  | PRM  | PAN  | PRI  | PRI  | PRI  | PRI  | PRI  | PRI  | PRI  | PRI  | PRI  | PRI  | PRI  | PRI  | PRI  | PRI  | PRI  | PRI  | PRI  | PAN  | PRI  | PAN  | PAN  | PRI  | PAN  | PAN  | PAN  | PRI  |
| Distrito 2 | PNR  | PNR  | PNR  | PNR  | PRM  | PRM  | PRI  | PRI  | PRI  | PRI  | PRI  | PRI  | PRI  | PRI  | PRI  | PRI  | PRI  | PRI  | PRI  | PRI  | PRI  | PRI  | PRI  | PAN  | PAN  | PAN  | PAN  | PRI  | PAN  | PAN  | PES  | PAN  | PAN  |
| Distrito 3 |      |      |      |      |      |      |      |      |      |      |      |      |      |      |      |      |      |      |      |      |      |      |      | PRI  | PAN  | PAN  | PAN  | PAN  | PAN  | PAN  | PAN  | PAN  | PAN  |

### Baja California
|                                                 |          |
| Distrito                                        | Cabecera |
| Distrito electoral federal 1 de Baja California | Mexicali |
| Distrito electoral federal 2 de Baja California | Mexicali |
| Distrito electoral federal 3 de Baja California | Ensenada |
| Distrito electoral federal 4 de Baja California | Tijuana  |
| Distrito electoral federal 5 de Baja California | Tijuana  |
| Distrito electoral federal 6 de Baja California | Tijuana  |
| Distrito electoral federal 7 de Baja California | Mexicali |
| Distrito electoral federal 8 de Baja California | Tijuana  |
| Distrito electoral federal 9 de Baja California | Tecate   |

|            | 1955 | 1958 | 1961 | 1964 | 1967 | 1970 | 1973 | 1976 | 1979 | 1982 | 1985 | 1988 | 1991 | 1994 | 1997 | 2000 | 2003 | 2006 | 2009 | 2012 | 2015 | 2018   | 2021   | 2024   |
| ---------- | ---- | ---- | ---- | ---- | ---- | ---- | ---- | ---- | ---- | ---- | ---- | ---- | ---- | ---- | ---- | ---- | ---- | ---- | ---- | ---- | ---- | ------ | ------ | ------ |
| Distrito 1 | PRI  | PRI  | PRI  | PRI  | PRI  | PRI  | PRI  | PRI  | PRI  | PRI  | PRI  | PRI  | PRI  | PRI  | PRI  | PAN  | PAN  | PAN  | PAN  | PRI  | PAN  | Morena | Morena | Morena |
| Distrito 2 | PRI  | PRI  | PRI  | PRI  | PRI  | PRI  | PRI  | PRI  | PRI  | PRI  | PRI  | PRI  | PAN  | PRI  | PAN  | PAN  | PAN  | PAN  | PAN  | PRI  | PAN  | Morena | Morena | Morena |
| Distrito 3 |      |      | PRI  | PRI  | PRI  | PRI  | PRI  | PRI  | PRI  | PRI  | PRI  | PRI  | PRI  | PRI  | PAN  | PAN  | PAN  | PAN  | PAN  | PRI  | PAN  | PT     | PT     | Morena |
| Distrito 4 |      |      |      |      |      |      |      |      | PRI  | PRI  | PRI  | PRI  | PRI  | PRI  | PAN  | PAN  | PAN  | PAN  | PAN  | PRI  | PAN  | Morena | Morena | Morena |
| Distrito 5 |      |      |      |      |      |      |      |      | PRI  | PRI  | PRI  | PRI  | PAN  | PRI  | PAN  | PAN  | PAN  | PAN  | PAN  | PAN  | PAN  | Morena | Morena | Morena |
| Distrito 6 |      |      |      |      |      |      |      |      | PRI  | PRI  | PRI  | PRI  | PAN  | PRI  | PAN  | PAN  | PAN  | PAN  | PAN  | PRI  | PAN  | PES    | Morena | Morena |
| Distrito 7 |      |      |      |      |      |      |      |      |      |      |      |      |      |      |      |      |      | PAN  | PAN  | PVEM | PAN  | Morena | Morena | Morena |
| Distrito 8 |      |      |      |      |      |      |      |      |      |      |      |      |      |      |      |      |      | PAN  | PAN  | PRI  | PAN  | PES    | PVEM   | PVEM   |
| Distrito 9 |      |      |      |      |      |      |      |      |      |      |      |      |      |      |      |      |      |      |      |      |      |        |        | Morena |

### Baja California Sur
|                                                     |                   |
| Distrito                                            | Cabecera          |
| Distrito electoral federal 1 de Baja California Sur | La Paz            |
| Distrito electoral federal 2 de Baja California Sur | San José del Cabo |

|            | 1976 | 1979 | 1982 | 1985 | 1988 | 1991 | 1994 | 1997 | 2000 | 2003 | 2006 | 2009 | 2012 | 2015 | 2018   | 2021 | 2024 |
| ---------- | ---- | ---- | ---- | ---- | ---- | ---- | ---- | ---- | ---- | ---- | ---- | ---- | ---- | ---- | ------ | ---- | ---- |
| Distrito 1 | PRI  | PRI  | PRI  | PRI  | PRI  | PRI  | PRI  | PRI  | PRI  | PRD  | PRD  | PRD  | PAN  | PAN  | Morena | PAN  | PVEM |
| Distrito 2 | PRI  | PRI  | PRI  | PRI  | PRI  | PRI  | PRI  | PRI  | PT   | PRD  | PRD  | PRD  | PAN  | PAN  | PT     | PT   | PT   |

### Campeche
|                                          |                   |
| Distrito                                 | Cabecera          |
| Distrito electoral federal 1 de Campeche | Campeche          |
| Distrito electoral federal 2 de Campeche | Ciudad del Carmen |

|            | 1930 | 1932 | 1934 | 1937 | 1940 | 1943 | 1946 | 1949 | 1952 | 1955 | 1958 | 1961 | 1964 | 1967 | 1970 | 1973 | 1976 | 1979 | 1982 | 1985 | 1988 | 1991 | 1994 | 1997 | 2000 | 2003 | 2006 | 2009 | 2012 | 2015 | 2018   | 2021   | 2024   |
| ---------- | ---- | ---- | ---- | ---- | ---- | ---- | ---- | ---- | ---- | ---- | ---- | ---- | ---- | ---- | ---- | ---- | ---- | ---- | ---- | ---- | ---- | ---- | ---- | ---- | ---- | ---- | ---- | ---- | ---- | ---- | ------ | ------ | ------ |
| Distrito 1 | PNR  | PNR  | PNR  | PNR  | PRM  | PRM  | PRI  | PRI  | PRI  | PRI  | PRI  | PRI  | PRI  | PRI  | PRI  | PRI  | PRI  | PRI  | PRI  | PRI  | PRI  | PRI  | PRI  | PRI  | PRI  | PRI  | PRI  | PRI  | PRI  | PRI  | Morena | MC     | Morena |
| Distrito 2 | PNR  | PNR  | PNR  | PNR  | PRM  | PRM  | PRI  | PRI  | PRI  | PRI  | PRI  | PRI  | PRI  | PRI  | PRI  | PRI  | PRI  | PRI  | PRI  | PRI  | PRI  | PRI  | PRI  | PRI  | PRI  | PAN  | PRI  | PRI  | PVEM | PAN  | PES    | Morena | Morena |

### Chiapas
|                                          |                            |
| Distrito                                 | Cabecera                   |
| Distrito electoral federal 1 de Chiapas  | Palenque                   |
| Distrito electoral federal 2 de Chiapas  | Bochil                     |
| Distrito electoral federal 3 de Chiapas  | Ocosingo                   |
| Distrito electoral federal 4 de Chiapas  | Pichucalco                 |
| Distrito electoral federal 5 de Chiapas  | San Cristóbal de las Casas |
| Distrito electoral federal 6 de Chiapas  | Tuxtla Gutiérrez           |
| Distrito electoral federal 7 de Chiapas  | Tonalá                     |
| Distrito electoral federal 8 de Chiapas  | Comitán de Domínguez       |
| Distrito electoral federal 9 de Chiapas  | Tuxtla Gutiérrez           |
| Distrito electoral federal 10 de Chiapas | Villaflores                |
| Distrito electoral federal 11 de Chiapas | Las Margaritas             |
| Distrito electoral federal 12 de Chiapas | Tapachula                  |
| Distrito electoral federal 13 de Chiapas | Huehuetán                  |

### Chihuahua
|                                            |                    |
| Distrito                                   | Cabecera           |
| Distrito electoral federal 1 de Chihuahua  | Ciudad Juárez      |
| Distrito electoral federal 2 de Chihuahua  | Ciudad Juárez      |
| Distrito electoral federal 3 de Chihuahua  | Ciudad Juárez      |
| Distrito electoral federal 4 de Chihuahua  | Ciudad Juárez      |
| Distrito electoral federal 5 de Chihuahua  | Delicias           |
| Distrito electoral federal 6 de Chihuahua  | Chihuahua          |
| Distrito electoral federal 7 de Chihuahua  | Cuauhtémoc         |
| Distrito electoral federal 8 de Chihuahua  | Chihuahua          |
| Distrito electoral federal 9 de Chihuahua  | Hidalgo del Parral |
| Distrito electoral federal 10 de Chihuahua | Suprimido en 1997  |

### Ciudad de México
|                                                      |                        |
| Distrito                                             | Cabecera               |
| Distrito electoral federal 1 de la Ciudad de México  | Gustavo A. Madero      |
| Distrito electoral federal 2 de la Ciudad de México  | Gustavo A. Madero      |
| Distrito electoral federal 3 de la Ciudad de México  | Azcapotzalco           |
| Distrito electoral federal 4 de la Ciudad de México  | Iztapalapa             |
| Distrito electoral federal 5 de la Ciudad de México  | Tlalpan                |
| Distrito electoral federal 6 de la Ciudad de México  | La Magdalena Contreras |
| Distrito electoral federal 7 de la Ciudad de México  | Gustavo A. Madero      |
| Distrito electoral federal 8 de la Ciudad de México  | Coyoacán               |
| Distrito electoral federal 9 de la Ciudad de México  | Tláhuac                |
| Distrito electoral federal 10 de la Ciudad de México | Miguel Hidalgo         |
| Distrito electoral federal 11 de la Ciudad de México | Venustiano Carranza    |
| Distrito electoral federal 12 de la Ciudad de México | Cuauhtémoc             |
| Distrito electoral federal 13 de la Ciudad de México | Iztacalco              |
| Distrito electoral federal 14 de la Ciudad de México | Tlalpan                |
| Distrito electoral federal 15 de la Ciudad de México | Benito Juárez          |
| Distrito electoral federal 16 de la Ciudad de México | Álvaro Obregón         |
| Distrito electoral federal 17 de la Ciudad de México | Álvaro Obregón         |
| Distrito electoral federal 18 de la Ciudad de México | Iztapalapa             |
| Distrito electoral federal 19 de la Ciudad de México | Coyoacán               |
| Distrito electoral federal 20 de la Ciudad de México | Iztapalapa             |
| Distrito electoral federal 21 de la Ciudad de México | Xochimilco             |
| Distrito electoral federal 22 de la Ciudad de México | Iztapalapa             |
| Distrito electoral federal 23 de la Ciudad de México | Suprimido en 2022      |
| Distrito electoral federal 24 de la Ciudad de México | Suprimido en 2022      |
| Distrito electoral federal 25 de la Ciudad de México | Suprimido en 2017      |
| Distrito electoral federal 26 de la Ciudad de México | Suprimido en 2017      |
| Distrito electoral federal 27 de la Ciudad de México | Suprimido en 2017      |
| Distrito electoral federal 28 de la Ciudad de México | Suprimido en 2005      |
| Distrito electoral federal 29 de la Ciudad de México | Suprimido en 2005      |
| Distrito electoral federal 30 de la Ciudad de México | Suprimido en 2005      |
| Distrito electoral federal 31 de la Ciudad de México | Suprimido en 1996      |
| Distrito electoral federal 32 de la Ciudad de México | Suprimido en 1996      |
| Distrito electoral federal 33 de la Ciudad de México | Suprimido en 1996      |
| Distrito electoral federal 34 de la Ciudad de México | Suprimido en 1996      |
| Distrito electoral federal 35 de la Ciudad de México | Suprimido en 1996      |
| Distrito electoral federal 36 de la Ciudad de México | Suprimido en 1996      |
| Distrito electoral federal 37 de la Ciudad de México | Suprimido en 1996      |
| Distrito electoral federal 38 de la Ciudad de México | Suprimido en 1996      |
| Distrito electoral federal 39 de la Ciudad de México | Suprimido en 1996      |
| Distrito electoral federal 40 de la Ciudad de México | Suprimido en 1996      |

|             | 1976 | 1979 | 1982 | 1985 | 1988 | 1991 | 1994 | 1997 | 2000 | 2003 | 2006 | 2009 | 2012 | 2015   | 2018   | 2021   | 2024   |
| ----------- | ---- | ---- | ---- | ---- | ---- | ---- | ---- | ---- | ---- | ---- | ---- | ---- | ---- | ------ | ------ | ------ | ------ |
| Distrito 1  | PRI  | PRI  | PRI  | PRI  | PAN  | PRI  | PAN  | PRD  | PVEM | PRD  | PRD  | PRD  | PRD  | PRD    | PES    | Morena | Morena |
| Distrito 2  | PRI  | PRI  | PRI  | PRI  | PRI  | PRI  | PRI  | PRD  | PAN  | PRD  | PRD  | PAN  | PT   | Morena | PES    | PRI    | PT     |
| Distrito 3  | PRI  | PRI  | PRI  | PRI  | PRI  | PRI  | PRI  | PRD  | PVEM | PRD  | PRD  | PRD  | PRD  | Morena | Morena | PAN    | Morena |
| Distrito 4  | PRI  | PRI  | PRI  | PRI  | PRI  | PRI  | PRI  | PRD  | PAN  | PRD  | PRD  | PT   | PRD  | Morena | PT     | PT     | Morena |
| Distrito 5  | PRI  | PRI  | PRI  | PRI  | PRI  | PRI  | PRI  | PRD  | PAN  | PRD  | PRD  | PAN  | MC   | Morena | Morena | PRI    | Morena |
| Distrito 6  | PRI  | PRI  | PRI  | PRI  | PRI  | PRI  | PRI  | PRD  | PAN  | PRD  | PRD  | PRI  | PRD  | Morena | Morena | PAN    | Morena |
| Distrito 7  | PRI  | PRI  | PRI  | PRI  | PAN  | PRI  | PRI  | PRD  | PAN  | PRD  | PRD  | PRD  | PRD  | Morena | Morena | Morena | Morena |
| Distrito 8  | PRI  | PRI  | PRI  | PRI  | PRI  | PRI  | PRI  | PRD  | PAN  | PRD  | PRD  | PRD  | PRD  | Morena | PES    | PT     | PVEM   |
| Distrito 9  | PRI  | PRI  | PRI  | PRI  | PAN  | PRI  | PRI  | PRD  | PAN  | PRD  | PRD  | PRD  | PRD  | PRD    | Morena | Morena | Morena |
| Distrito 10 | PRI  | PRI  | PRI  | PRI  | PPS  | PRI  | PRI  | PRD  | PAN  | PAN  | PAN  | PAN  | PRD  | PAN    | Morena | PAN    | PAN    |
| Distrito 11 | PRI  | PRI  | PRI  | PRI  | PAN  | PRI  | PRI  | PRD  | PAN  | PRD  | PRD  | PRD  | PRD  | PT     | Morena | Morena | Morena |
| Distrito 12 | PRI  | PRI  | PRI  | PRI  | PRI  | PRI  | PRI  | PRD  | PAN  | PRD  | PRD  | PRD  | PRD  | Morena | Morena | PRD    | PRD    |
| Distrito 13 | PRI  | PRI  | PRI  | PRI  | PRI  | PRI  | PRI  | PRD  | PAN  | PRD  | PRD  | PRD  | PRD  | PRD    | Morena | Morena | Morena |
| Distrito 14 | PRI  | PRI  | PRI  | PRI  | PAN  | PRI  | PRI  | PRD  | PAN  | PRD  | PRD  | PRD  | PRD  | Morena | Morena | PRD    | Morena |
| Distrito 15 | PRI  | PRI  | PRI  | PRI  | PRI  | PRI  | PRI  | PAN  | PAN  | PAN  | PAN  | PAN  | PAN  | PAN    | PAN    | PAN    | PAN    |
| Distrito 16 | PRI  | PRI  | PRI  | PRI  | PAN  | PRI  | PRI  | PRD  | PAN  | PRD  | PRD  | PRD  | PRD  | PRD    | Morena | PRI    | Morena |
| Distrito 17 | PRI  | PRI  | PRI  | PRI  | PAN  | PRI  | PRI  | PRD  | PVEM | PRD  | PRD  | PRD  | PRD  | Morena | PES    | PAN    | PVEM   |
| Distrito 18 | PRI  | PRI  | PRI  | PRI  | PRI  | PRI  | PRI  | PRD  | PAN  | PRD  | PRD  | PRD  | PRD  | PRD    | Morena | PRD    | Morena |
| Distrito 19 | PRI  | PRI  | PRI  | PRI  | PAN  | PRI  | PRI  | PRD  | PRD  | PRD  | PRD  | PT   | PRD  | PRD    | Morena | Morena | PAN    |
| Distrito 20 | PRI  | PRI  | PRI  | PRI  | PAN  | PRI  | PRI  | PRD  | PAN  | PRD  | PRD  | PT   | PT   | Morena | PT     | PT     | PT     |
| Distrito 21 | PRI  | PRI  | PRI  | PRI  | PRI  | PRI  | PRI  | PRD  | PAN  | PAN  | PRD  | PRD  | PRD  | PVEM   | Morena | Morena | Morena |
| Distrito 22 | PRI  | PRI  | PRI  | PRI  | PRI  | PRI  | PRI  | PRD  | PRD  | PRD  | PRD  | PRD  | PRD  | Morena | Morena | Morena | Morena |
| Distrito 23 | PRI  | PRI  | PRI  | PRI  | PRI  | PRI  | PRI  | PRD  | PRD  | PRD  | PRD  | PRD  | PRD  | Morena | Morena | PAN    |        |
| Distrito 24 | PRI  | PRI  | PRI  | PRI  | PRI  | PRI  | PRI  | PRD  | PAN  | PRD  | PRD  | PAN  | PRD  | PAN    | Morena | PAN    |        |
| Distrito 25 | PRI  | PRI  | PRI  | PRI  | PRI  | PRI  | PRI  | PRD  | PRD  | PRD  | PRD  | PRD  | PRD  | Morena |        |        |        |
| Distrito 26 | PRI  | PRI  | PRI  | PRI  | PRI  | PRI  | PRI  | PRD  | PAN  | PRD  | PRD  | PAN  | PT   | PRI    |        |        |        |
| Distrito 27 | PRI  | PRI  | PRI  | PRI  | PAN  | PRI  | PRI  | PRD  | PRD  | PRD  | PRD  | PRD  | PRD  | Morena |        |        |        |
| Distrito 28 |      | PRI  | PRI  | PRI  | PRI  | PRI  | PRI  | PRD  | PRD  | PRD  |      |      |      |        |        |        |        |
| Distrito 29 |      | PRI  | PRI  | PRI  | PAN  | PRI  | PRI  | PRD  | PVEM | PRD  |      |      |      |        |        |        |        |
| Distrito 30 |      | PRI  | PRI  | PRI  | PRI  | PRI  | PRI  | PRD  | PAN  | PRD  |      |      |      |        |        |        |        |

### Coahuila de Zaragoza
|                                          |                           |
| Distrito                                 | Cabecera                  |
| Distrito electoral federal 1 de Coahuila | Piedras Negras            |
| Distrito electoral federal 2 de Coahuila | San Pedro de las Colonias |
| Distrito electoral federal 3 de Coahuila | Monclova                  |
| Distrito electoral federal 4 de Coahuila | Saltillo                  |
| Distrito electoral federal 5 de Coahuila | Torreón                   |
| Distrito electoral federal 6 de Coahuila | Torreón                   |
| Distrito electoral federal 7 de Coahuila | Saltillo                  |
| Distrito electoral federal 8 de Coahuila | Ramos Arizpe              |

### Colima
|                                        |            |
| Distrito                               | Cabecera   |
| Distrito electoral federal 1 de Colima | Colima     |
| Distrito electoral federal 2 de Colima | Manzanillo |

|            | 1930 | 1932 | 1934 | 1937 | 1940 | 1943 | 1946 | 1949 | 1952 | 1955 | 1958 | 1961 | 1964 | 1967 | 1970 | 1973 | 1976 | 1979 | 1982 | 1985 | 1988 | 1991 | 1994 | 1997 | 2000 | 2003 | 2006 | 2009 | 2012 | 2015 | 2018   | 2021   | 2024   |
| ---------- | ---- | ---- | ---- | ---- | ---- | ---- | ---- | ---- | ---- | ---- | ---- | ---- | ---- | ---- | ---- | ---- | ---- | ---- | ---- | ---- | ---- | ---- | ---- | ---- | ---- | ---- | ---- | ---- | ---- | ---- | ------ | ------ | ------ |
| Distrito 1 | PNR  | PNR  | PNR  | PNR  | PRM  | PRM  | PRI  | PRI  | PRI  | PRI  | PRI  | PRI  | PRI  | PRI  | PRI  | PRI  | PRI  | PRI  | PRI  | PRI  | PRI  | PRI  | PRI  | PAN  | PAN  | PAN  | PAN  | PAN  | PRI  | PRI  | Morena | PAN    | Morena |
| Distrito 2 | PNR  | PNR  | PNR  | PNR  | PRM  | PRM  | PRI  | PRI  | PRI  | PRI  | PRI  | PRI  | PRI  | PRI  | PRI  | PRI  | PRI  | PRI  | PRI  | PRI  | PRI  | PRI  | PRI  | PRI  | PRI  | PRI  | PAN  | PRI  | PRI  | PAN  | Morena | Morena | Morena |

## Distritos electorales por estado D-M

### Durango
|                                         |                   |
| Distrito                                | Cabecera          |
| Distrito electoral federal 1 de Durango | Durango           |
| Distrito electoral federal 2 de Durango | Gómez Palacio     |
| Distrito electoral federal 3 de Durango | Lerdo             |
| Distrito electoral federal 4 de Durango | Durango           |
| Distrito electoral federal 5 de Durango | Suprimido en 2005 |
| Distrito electoral federal 6 de Durango | Suprimido en 1996 |
| Distrito electoral federal 7 de Durango | Suprimido en 1930 |
| Distrito electoral federal 8 de Durango | Suprimido en 1930 |

### Guanajuato
|                                             |                          |
| Distrito                                    | Cabecera                 |
| Distrito electoral federal 1 de Guanajuato  | San Luis de la Paz       |
| Distrito electoral federal 2 de Guanajuato  | San Miguel de Allende    |
| Distrito electoral federal 3 de Guanajuato  | León                     |
| Distrito electoral federal 4 de Guanajuato  | Guanajuato               |
| Distrito electoral federal 5 de Guanajuato  | León                     |
| Distrito electoral federal 6 de Guanajuato  | León                     |
| Distrito electoral federal 7 de Guanajuato  | San Francisco del Rincón |
| Distrito electoral federal 8 de Guanajuato  | Salamanca                |
| Distrito electoral federal 9 de Guanajuato  | Irapuato                 |
| Distrito electoral federal 10 de Guanajuato | Uriangato                |
| Distrito electoral federal 11 de Guanajuato | León                     |
| Distrito electoral federal 12 de Guanajuato | Celaya                   |
| Distrito electoral federal 13 de Guanajuato | Valle de Santiago        |
| Distrito electoral federal 14 de Guanajuato | Acámbaro                 |
| Distrito electoral federal 15 de Guanajuato | Irapuato                 |
| Distrito electoral federal 16 de Guanajuato | Suprimido en 1930        |
| Distrito electoral federal 17 de Guanajuato | Suprimido en 1930        |
| Distrito electoral federal 18 de Guanajuato | Suprimido en 1930        |

### Guerrero
|                                           |                   |
| Distrito                                  | Cabecera          |
| Distrito electoral federal 1 de Guerrero  | Ciudad Altamirano |
| Distrito electoral federal 2 de Guerrero  | Acapulco          |
| Distrito electoral federal 3 de Guerrero  | Zihuatanejo       |
| Distrito electoral federal 4 de Guerrero  | Acapulco          |
| Distrito electoral federal 5 de Guerrero  | Tlapa             |
| Distrito electoral federal 6 de Guerrero  | Chilapa           |
| Distrito electoral federal 7 de Guerrero  | Chilpancingo      |
| Distrito electoral federal 8 de Guerrero  | Ometepec          |
| Distrito electoral federal 9 de Guerrero  | Suprimido en 2022 |
| Distrito electoral federal 10 de Guerrero | Suprimido en 2005 |

### Hidalgo
|                                          |                   |
| Distrito                                 | Cabecera          |
| Distrito electoral federal 1 de Hidalgo  | Huejutla          |
| Distrito electoral federal 2 de Hidalgo  | Ixmiquilpan       |
| Distrito electoral federal 3 de Hidalgo  | Actopan           |
| Distrito electoral federal 4 de Hidalgo  | Tulancingo        |
| Distrito electoral federal 5 de Hidalgo  | Tula              |
| Distrito electoral federal 6 de Hidalgo  | Pachuca           |
| Distrito electoral federal 7 de Hidalgo  | Tepeapulco        |
| Distrito electoral federal 8 de Hidalgo  | Suprimido en 1930 |
| Distrito electoral federal 9 de Hidalgo  | Suprimido en 1930 |
| Distrito electoral federal 10 de Hidalgo | Suprimido en 1930 |
| Distrito electoral federal 11 de Hidalgo | Suprimido en 1930 |

### Jalisco
|                                          |                      |
| Distrito                                 | Cabecera             |
| Distrito electoral federal 1 de Jalisco  | Tequila              |
| Distrito electoral federal 2 de Jalisco  | Lagos de Moreno      |
| Distrito electoral federal 3 de Jalisco  | Tepatitlán           |
| Distrito electoral federal 4 de Jalisco  | Zapopan              |
| Distrito electoral federal 5 de Jalisco  | Puerto Vallarta      |
| Distrito electoral federal 6 de Jalisco  | Zapopan              |
| Distrito electoral federal 7 de Jalisco  | Tonalá               |
| Distrito electoral federal 8 de Jalisco  | Guadalajara          |
| Distrito electoral federal 9 de Jalisco  | Guadalajara          |
| Distrito electoral federal 10 de Jalisco | Zapopan              |
| Distrito electoral federal 11 de Jalisco | Guadalajara          |
| Distrito electoral federal 12 de Jalisco | Tlajomulco de Zúñiga |
| Distrito electoral federal 13 de Jalisco | Tlaquepaque          |
| Distrito electoral federal 14 de Jalisco | Tlajomulco de Zúñiga |
| Distrito electoral federal 15 de Jalisco | La Barca             |
| Distrito electoral federal 16 de Jalisco | Tlaquepaque          |
| Distrito electoral federal 17 de Jalisco | Jocotepec            |
| Distrito electoral federal 18 de Jalisco | Autlán de Navarro    |
| Distrito electoral federal 19 de Jalisco | Ciudad Guzmán        |
| Distrito electoral federal 20 de Jalisco | Tonalá               |

### México
|                                                    |                               |
| Distrito                                           | Cabecera                      |
| Distrito electoral federal 1 del estado de México  | Jilotepec de Molina Enríquez  |
| Distrito electoral federal 2 del estado de México  | Tultepec                      |
| Distrito electoral federal 3 del estado de México  | Atlacomulco de Fabela         |
| Distrito electoral federal 4 del estado de México  | Nicolás Romero                |
| Distrito electoral federal 5 del estado de México  | Teotihuacán de Arista         |
| Distrito electoral federal 6 del estado de México  | Coacalco de Berriozábal       |
| Distrito electoral federal 7 del estado de México  | Cuautitlán Izcalli            |
| Distrito electoral federal 8 del estado de México  | Tultitlán de Mariano Escobedo |
| Distrito electoral federal 9 del estado de México  | San Felipe del Progreso       |
| Distrito electoral federal 10 del estado de México | Ecatepec de Morelos           |
| Distrito electoral federal 11 del estado de México | Ecatepec de Morelos           |
| Distrito electoral federal 12 del estado de México | Ixtapaluca                    |
| Distrito electoral federal 13 del estado de México | Ecatepec de Morelos           |
| Distrito electoral federal 14 del estado de México | Tepexpan                      |
| Distrito electoral federal 15 del estado de México | Ciudad López Mateos           |
| Distrito electoral federal 16 del estado de México | Ecatepec de Morelos           |
| Distrito electoral federal 17 del estado de México | Ecatepec de Morelos           |
| Distrito electoral federal 18 del estado de México | Huixquilucan de Degollado     |
| Distrito electoral federal 19 del estado de México | Tlalnepantla de Baz           |
| Distrito electoral federal 20 del estado de México | Ojo de Agua                   |
| Distrito electoral federal 21 del estado de México | Amecameca de Juárez           |
| Distrito electoral federal 22 del estado de México | Naucalpan de Juárez           |
| Distrito electoral federal 23 del estado de México | Lerma de Villada              |
| Distrito electoral federal 24 del estado de México | Naucalpan de Juárez           |
| Distrito electoral federal 25 del estado de México | Chimalhuacán                  |
| Distrito electoral federal 26 del estado de México | Toluca de Lerdo               |
| Distrito electoral federal 27 del estado de México | Metepec                       |
| Distrito electoral federal 28 del estado de México | Zumpango de Ocampo            |
| Distrito electoral federal 29 del estado de México | Nezahualcóyotl                |
| Distrito electoral federal 30 del estado de México | Chimalhuacán                  |
| Distrito electoral federal 31 del estado de México | Nezahualcóyotl                |
| Distrito electoral federal 32 del estado de México | Valle de Chalco Solidaridad   |
| Distrito electoral federal 33 del estado de México | Chalco de Díaz Covarrubias    |
| Distrito electoral federal 34 del estado de México | Toluca de Lerdo               |
| Distrito electoral federal 35 del estado de México | Tenancingo de Degollado       |
| Distrito electoral federal 36 del estado de México | Tejupilco de Hidalgo          |
| Distrito electoral federal 37 del estado de México | Teoloyucan                    |
| Distrito electoral federal 38 del estado de México | Texcoco de Mora               |
| Distrito electoral federal 39 del estado de México | Los Reyes Acaquilpan          |
| Distrito electoral federal 40 del estado de México | San Miguel Zinacantepec       |
| Distrito electoral federal 41 del estado de México | Suprimido en 2022             |

### Michoacán de Ocampo
|                                            |                               |
| Distrito                                   | Cabecera                      |
| Distrito electoral federal 1 de Michoacán  | Ciudad Lázaro Cárdenas        |
| Distrito electoral federal 2 de Michoacán  | Apatzingán de la Constitución |
| Distrito electoral federal 3 de Michoacán  | Heroica Zitácuaro             |
| Distrito electoral federal 4 de Michoacán  | Jiquilpan de Juárez           |
| Distrito electoral federal 5 de Michoacán  | Zamora de Hidalgo             |
| Distrito electoral federal 6 de Michoacán  | Ciudad Hidalgo                |
| Distrito electoral federal 7 de Michoacán  | Zacapu                        |
| Distrito electoral federal 8 de Michoacán  | Morelia                       |
| Distrito electoral federal 9 de Michoacán  | Uruapan del Progreso          |
| Distrito electoral federal 10 de Michoacán | Morelia                       |
| Distrito electoral federal 11 de Michoacán | Pátzcuaro                     |
| Distrito electoral federal 12 de Michoacán | Suprimido en 2022             |
| Distrito electoral federal 13 de Michoacán | Suprimido en 2005             |

### Morelos
|                                         |                   |
| Distrito                                | Cabecera          |
| Distrito electoral federal 1 de Morelos | Cuernavaca        |
| Distrito electoral federal 2 de Morelos | Jiutepec          |
| Distrito electoral federal 3 de Morelos | Cuautla           |
| Distrito electoral federal 4 de Morelos | Jojutla de Juárez |
| Distrito electoral federal 5 de Morelos | Yautepec          |

## Distritos electorales por estado o N-S

### Nayarit
|                                         |                    |
| Distrito                                | Cabecera           |
| Distrito electoral federal 1 de Nayarit | Santiago Ixcuintla |
| Distrito electoral federal 2 de Nayarit | Tepic              |
| Distrito electoral federal 3 de Nayarit | Compostela         |

### Nuevo León
|                                             |                          |
| Distrito                                    | Cabecera                 |
| Distrito electoral federal 1 de Nuevo León  | Santa Catarina           |
| Distrito electoral federal 2 de Nuevo León  | Apodaca                  |
| Distrito electoral federal 3 de Nuevo León  | General Escobedo         |
| Distrito electoral federal 4 de Nuevo León  | San Nicolás de los Garza |
| Distrito electoral federal 5 de Nuevo León  | Monterrey                |
| Distrito electoral federal 6 de Nuevo León  | Monterrey                |
| Distrito electoral federal 7 de Nuevo León  | García                   |
| Distrito electoral federal 8 de Nuevo León  | Guadalupe                |
| Distrito electoral federal 9 de Nuevo León  | Linares                  |
| Distrito electoral federal 10 de Nuevo León | Monterrey                |
| Distrito electoral federal 11 de Nuevo León | Guadalupe                |
| Distrito electoral federal 12 de Nuevo León | Juárez                   |
| Distrito electoral federal 13 de Nuevo León | Salinas Victoria         |
| Distrito electoral federal 14 de Nuevo León | Pesquería                |

### Oaxaca
|                                         |                                     |
| Distrito                                | Cabecera                            |
| Distrito electoral federal 1 de Oaxaca  | San Juan Bautista Tuxtepec          |
| Distrito electoral federal 2 de Oaxaca  | Teotitlán de Flores Magón           |
| Distrito electoral federal 3 de Oaxaca  | Heroica Ciudad de Huajuapan de León |
| Distrito electoral federal 4 de Oaxaca  | Tlacolula de Matamoros              |
| Distrito electoral federal 5 de Oaxaca  | Salina Cruz                         |
| Distrito electoral federal 6 de Oaxaca  | Heroica Ciudad de Tlaxiaco          |
| Distrito electoral federal 7 de Oaxaca  | Ciudad Ixtepec                      |
| Distrito electoral federal 8 de Oaxaca  | Oaxaca de Juárez                    |
| Distrito electoral federal 9 de Oaxaca  | Puerto Escondido                    |
| Distrito electoral federal 10 de Oaxaca | Miahuatlán de Porfirio Díaz         |
| Distrito electoral federal 11 de Oaxaca | Suprimido en 2017                   |

### Puebla
|                                         |                                    |
| Distrito                                | Cabecera                           |
| Distrito electoral federal 1 de Puebla  | Huauchinango                       |
| Distrito electoral federal 2 de Puebla  | Ciudad de Zacatlán                 |
| Distrito electoral federal 3 de Puebla  | Teziutlán                          |
| Distrito electoral federal 4 de Puebla  | Libres                             |
| Distrito electoral federal 5 de Puebla  | San Martín Texmelucan de Labastida |
| Distrito electoral federal 6 de Puebla  | Heroica Puebla de Zaragoza         |
| Distrito electoral federal 7 de Puebla  | Tepeaca                            |
| Distrito electoral federal 8 de Puebla  | Ciudad Serdán                      |
| Distrito electoral federal 9 de Puebla  | Heroica Puebla de Zaragoza         |
| Distrito electoral federal 10 de Puebla | Cholula de Rivadavia               |
| Distrito electoral federal 11 de Puebla | Heroica Puebla de Zaragoza         |
| Distrito electoral federal 12 de Puebla | Heroica Puebla de Zaragoza         |
| Distrito electoral federal 13 de Puebla | Atlixco                            |
| Distrito electoral federal 14 de Puebla | Izúcar de Matamoros                |
| Distrito electoral federal 15 de Puebla | Tehuacán                           |
| Distrito electoral federal 16 de Puebla | Ajalpan                            |

### Querétaro
|                                           |                       |
| Distrito                                  | Cabecera              |
| Distrito electoral federal 1 de Querétaro | Cadereyta de Montes   |
| Distrito electoral federal 2 de Querétaro | San Juan del Río      |
| Distrito electoral federal 3 de Querétaro | Santiago de Querétaro |
| Distrito electoral federal 4 de Querétaro | Santiago de Querétaro |
| Distrito electoral federal 5 de Querétaro | Pedro Escobedo        |
| Distrito electoral federal 6 de Querétaro | Santiago de Querétaro |

### Quintana Roo
|                                              |                  |
| Distrito                                     | Cabecera         |
| Distrito electoral federal 1 de Quintana Roo | Playa del Carmen |
| Distrito electoral federal 2 de Quintana Roo | Chetumal         |
| Distrito electoral federal 3 de Quintana Roo | Cancún           |
| Distrito electoral federal 4 de Quintana Roo | Cancún           |

### San Luis Potosí
|                                                 |                             |
| Distrito                                        | Cabecera                    |
| Distrito electoral federal 1 de San Luis Potosí | Matehuala                   |
| Distrito electoral federal 2 de San Luis Potosí | Soledad de Graciano Sánchez |
| Distrito electoral federal 3 de San Luis Potosí | Rioverde                    |
| Distrito electoral federal 4 de San Luis Potosí | Ciudad Valles               |
| Distrito electoral federal 5 de San Luis Potosí | San Luis Potosí             |
| Distrito electoral federal 6 de San Luis Potosí | San Luis Potosí             |
| Distrito electoral federal 7 de San Luis Potosí | Tamazunchale                |

### Sinaloa
|                                         |                   |
| Distrito                                | Cabecera          |
| Distrito electoral federal 1 de Sinaloa | Mazatlán          |
| Distrito electoral federal 2 de Sinaloa | Los Mochis        |
| Distrito electoral federal 3 de Sinaloa | Guamúchil         |
| Distrito electoral federal 4 de Sinaloa | Guasave           |
| Distrito electoral federal 5 de Sinaloa | Culiacán          |
| Distrito electoral federal 6 de Sinaloa | Mazatlán          |
| Distrito electoral federal 7 de Sinaloa | Culiacán          |
| Distrito electoral federal 8 de Sinaloa | Suprimido en 2017 |
| Distrito electoral federal 9 de Sinaloa | Suprimido en 1996 |

### Sonora
|                                        |                       |
| Distrito                               | Cabecera              |
| Distrito electoral federal 1 de Sonora | San Luis Río Colorado |
| Distrito electoral federal 2 de Sonora | Nogales               |
| Distrito electoral federal 3 de Sonora | Hermosillo            |
| Distrito electoral federal 4 de Sonora | Guaymas               |
| Distrito electoral federal 5 de Sonora | Hermosillo            |
| Distrito electoral federal 6 de Sonora | Ciudad Obregón        |
| Distrito electoral federal 7 de Sonora | Navojoa               |

## Distritos electorales por estado o T-Z

### Tabasco
|                                         |                  |
| Distrito                                | Cabecera         |
| Distrito electoral federal 1 de Tabasco | Macuspana        |
| Distrito electoral federal 2 de Tabasco | Heroica Cárdenas |
| Distrito electoral federal 3 de Tabasco | Comalcalco       |
| Distrito electoral federal 4 de Tabasco | Villahermosa     |
| Distrito electoral federal 5 de Tabasco | Paraíso          |
| Distrito electoral federal 6 de Tabasco | Villahermosa     |

### Tamaulipas
|                                            |                   |
| Distrito                                   | Cabecera          |
| Distrito electoral federal 1 de Tamaulipas | Nuevo Laredo      |
| Distrito electoral federal 2 de Tamaulipas | Reynosa           |
| Distrito electoral federal 3 de Tamaulipas | Río Bravo         |
| Distrito electoral federal 4 de Tamaulipas | Heroica Matamoros |
| Distrito electoral federal 5 de Tamaulipas | Ciudad Victoria   |
| Distrito electoral federal 6 de Tamaulipas | Ciudad Mante      |
| Distrito electoral federal 7 de Tamaulipas | Ciudad Madero     |
| Distrito electoral federal 8 de Tamaulipas | Tampico           |
| Distrito electoral federal 9 de Tamaulipas | Suprimido en 2022 |

### Tlaxcala
|                                          |                          |
| Distrito                                 | Cabecera                 |
| Distrito electoral federal 1 de Tlaxcala | Apizaco                  |
| Distrito electoral federal 2 de Tlaxcala | Tlaxcala de Xicohténcatl |
| Distrito electoral federal 3 de Tlaxcala | Zacatelco                |

### Veracruz de Ignacio de la Llave
|                                           |                      |
| Distrito                                  | Cabecera             |
| Distrito electoral federal 1 de Veracruz  | Pánuco               |
| Distrito electoral federal 2 de Veracruz  | Álamo                |
| Distrito electoral federal 3 de Veracruz  | Cosoleacaque         |
| Distrito electoral federal 4 de Veracruz  | Boca del Río         |
| Distrito electoral federal 5 de Veracruz  | Poza Rica de Hidalgo |
| Distrito electoral federal 6 de Veracruz  | Papantla de Olarte   |
| Distrito electoral federal 7 de Veracruz  | Martínez de la Torre |
| Distrito electoral federal 8 de Veracruz  | Las Trancas          |
| Distrito electoral federal 9 de Veracruz  | Coatepec             |
| Distrito electoral federal 10 de Veracruz | Xalapa               |
| Distrito electoral federal 11 de Veracruz | Coatzacoalcos        |
| Distrito electoral federal 12 de Veracruz | Veracruz             |
| Distrito electoral federal 13 de Veracruz | Huatusco             |
| Distrito electoral federal 14 de Veracruz | Minatitlán           |
| Distrito electoral federal 15 de Veracruz | Orizaba              |
| Distrito electoral federal 16 de Veracruz | Córdoba              |
| Distrito electoral federal 17 de Veracruz | Cosamaloapan         |
| Distrito electoral federal 18 de Veracruz | Zongolica            |
| Distrito electoral federal 19 de Veracruz | San Andrés Tuxtla    |
| Distrito electoral federal 20 de Veracruz | Suprimido en 2022    |
| Distrito electoral federal 21 de Veracruz | Suprimido en 2017    |
| Distrito electoral federal 22 de Veracruz | Suprimido en 2005    |
| Distrito electoral federal 23 de Veracruz | Suprimido en 2005    |
| Distrito electoral federal 24 de Veracruz | Suprimido en 1996    |
| Distrito electoral federal 25 de Veracruz | Suprimido en 1996    |

### Yucatán
|                                         |            |
| Distrito                                | Cabecera   |
| Distrito electoral federal 1 de Yucatán | Valladolid |
| Distrito electoral federal 2 de Yucatán | Progreso   |
| Distrito electoral federal 3 de Yucatán | Mérida     |
| Distrito electoral federal 4 de Yucatán | Mérida     |
| Distrito electoral federal 5 de Yucatán | Umán       |
| Distrito electoral federal 6 de Yucatán | Mérida     |

### Zacatecas
|                                           |                         |
| Distrito                                  | Cabecera                |
| Distrito electoral federal 1 de Zacatecas | Fresnillo               |
| Distrito electoral federal 2 de Zacatecas | Jerez de García Salinas |
| Distrito electoral federal 3 de Zacatecas | Zacatecas               |
| Distrito electoral federal 4 de Zacatecas | Guadalupe               |
| Distrito electoral federal 5 de Zacatecas | Suprimido en 2005       |

|            | 1976 | 1979 | 1982 | 1985 | 1988 | 1991 | 1994 | 1997 | 2000 | 2003 | 2006 | 2009 | 2012 | 2015 | 2018   | 2021   | 2024   |
| ---------- | ---- | ---- | ---- | ---- | ---- | ---- | ---- | ---- | ---- | ---- | ---- | ---- | ---- | ---- | ------ | ------ | ------ |
| Distrito 1 | PRI  | PRI  | PRI  | PRI  | PRI  | PRI  | PRI  | PRI  | PRI  | PRD  | PRD  | PRD  | PRI  | PRI  | PES    | Morena | Morena |
| Distrito 2 | PRI  | PRI  | PRI  | PRI  | PRI  | PRI  | PRI  | PRI  | PRI  | PRD  | PAN  | PRD  | PRI  | PRI  | PVEM   | PAN    | PVEM   |
| Distrito 3 | PRI  | PRI  | PRI  | PRI  | PRI  | PRI  | PRI  | PRI  | PRD  | PRD  | PRD  | PRD  | PVEM | PRI  | PT     | PT     | PT     |
| Distrito 4 | PRI  | PRI  | PRI  | PRI  | PRI  | PRI  | PRI  | PRI  | PRI  | PRD  | PRD  | PRD  | PRI  | PRI  | Morena | PRI    | PT     |
| Distrito 5 |      | PRI  | PRI  | PRI  | PRI  | PRI  | PRI  | PRI  | PRI  | PRD  |      |      |      |      |        |        |        |

## Iniciativa de reemplazo de distritos por listas estatales
Explica la iniciativa de 2024 que para determinar el número de curules de cada estado, se continuará  dividiendo el número total de personas mexicanas entre el número total de diputaciones (300). 
El resultado de esta operación seguiría siendo el cociente de distribución base para asignar el número de diputaciones que corresponderá a cada estado.
Aunque cada estado tendría los mismos diputados federales que los de distritos actuales estos vendrían de una lista.
La elección por listas obligaría a las personas candidatas a hacer campaña en todo el territorio de cada estado, contrario a lo que ocurre actualmente donde se limitan a un distrito. 
Al votarse en cada entidad, las listas estarían integradas por personas nacidas en la entidad federativa o por residentes con antigüedad domiciliaria mínima de un año.
Los partidos políticos presentarían listas por estados y de acuerdo a la proporción de votos que saquen se van a asignar las diputaciones que les corresponden en cada uno. 
El sistema se haría proporcional a nivel estatal haciendo innecesarios los 200 diputados de listas de las circunscripciones plurinominales.
Así ninguna entidad federativa seguiría sin poder estar representada en la Cámara de Diputados por menos de 2 diputados, actualmente Baja California Sur. 
Mientras que el estado con mayor número de diputados federales seguiría siendo el Estado de México, con 40.